# Bit Kari
Bit Kari fou una ciutat i districte situat al sud-est de Hamadan (Abdadana a la regió de Bit Abdadani) esmentada vers el 670 aC a les inscripcions assíries. No s'ha de confondre amb Bit Kapsi, al nord o nord-oest d'Abdadana. Alguns grups escites van assetjar Bīt-Kāri però no se sap el final de la lluita.